# John Lyly
Pour les articles homonymes, voir John Lilly et Lilly.
John Lyly, né vers 1553 et mort en novembre 1606, est un écrivain et dramaturge anglais, devenu favori de la Cour. Il est le créateur d'un style, l'euphuisme, qui se rapproche du style précieux français.

## Biographie
John Lyly (Lilly ou Lylie) est né dans le Kent vers 1553-1554, fils aîné de Peter Lyly et de son épouse, Jane Burgh (ou Brough). Son père est enregistré comme notaire à Rochester en 1550 ; il est l'officier d'état civil de l'archevêque de Canterbury Matthew Parker. Son grand-père, le grammairien William Lyly (en), est l'auteur d'une grammaire latine et directeur de la St Paul's School à Londres ; son oncle, George Lyly (en), érudit et cartographe, est l'aumônier de Reginald Pole, archevêque de Canterbury.
John Lyly a vraisemblablement commencé ses études à la King's School de Canterbury. Il a environ 15 ans lorsque son père meurt en octobre 1569 ; le testament de ce dernier fait de sa femme Jane et de son fils John ses coexécuteurs testamentaires et nomme « ma maison d'habitation [...] appelée l'Aigle évasé [the Splayed Eagle] », située près de la cathédrale de Canterbury ; elle est vendue quatorze mois plus tard, en janvier 1571.
En 1571, à l'âge de 16 ans, John Lyly commence ses études au Magdalen College d'Oxford ; il y obtient sa licence le 27 avril 1573 et sa maîtrise le 19 mai 1575.
Il rentre par la suite au service du comte d'Oxford, avant de devenir dramaturge pour la Cour.

## Œuvres
En dehors de son œuvre dramatique, Lyly a acquis, de son vivant, la célébrité avec son roman Euphues. Nommé d'après cette œuvre, le style « euphuistique » se caractérise par l'abondance des ornements, le rythme de la phrase et le recours à l'allitération.

### Romans
- Euphues ou l'anatomie de l'esprit, 1578
- Euphues et son Angleterre, 1580

### Théâtre
- Campaspe (en), comédie en prose inspirée du triangle amoureux entre Campaspe, Alexandre le Grand et le peintre Apelle. Elle est représentée à Londres à l'automne 1583 au Blackfriars Theatre, puis en janvier 1584 au Palais de Whitehall en présence de la reine Élisabeth Ire ; elle est éditée en 1584 par Thomas Dawson pour Thomas Cadman à Londres[5].
- Sapho et Phao (en), comédie inspirée par les Héroïdes d'Ovide, sur le thème mythologique de Phaon et de la poétesse Sappho. Elle est représentée en 1584 à Londres et éditée la même année par Thomas Dawson pour Thomas Cadman[6].
- Galatée (en), comédie jouée pour la première fois le 1er janvier 1588 par la troupe d'enfants-acteurs Children of Paul's (en) au palais de Greenwich, devant la reine Élisabeth. Elle est publiée à Londres en 1592 par John Charlwood pour Joan Broome.
- Endymion, the Man in the Moon (en), comédie inspirée par le mythe d'Endymion. La pièce est jouée pour la première fois à la Chandeleur (2 février) 1588 par la troupe d'enfants-acteurs Children of Paul's au palais de Greenwich, devant la reine Élisabeth ; elle est publiée en 1591 à Londres par John Charlwood pour Joan Broome[7].
- La Métamorphose de l'amour (en), pastorale allégorique, représentée en 1589 par les Children of Paul's et en 1590 par une autre troupe d'enfants-acteurs, les Children of the Chapel (en)[8] ; elle est publiée à Londres par William Wood en 1601.
- Midas (en), comédie, représentée par les Children of Paul's, sans doute en 1590.
- Mother Bombie (en), farce, publiée en 1594 à Londres par Thomas Scarlet pour Cuthbert Burby.
- The Woman in the Moon (en), comédie publiée en 1597 à Londres par William Jones ; on ne possède par d'indication sur sa représentation.